# Нассер (Зелтен)
Нассер (Зелтен) — гігантське нафтогазове родовище в Лівії. Також відоме як Зелтен.

## Загальна інформація
Родовище виявили у 1959 році внаслідок спорудження американською компанією Esso (бренд ExxonMobil) розвідувальної свердловини C1-6, що показала на тестуванні приплив з глибини у 2023 метри на рівні 17,5 тисячі барелів нафти на добу.
Поклади нафти виявились пов'язаними з вапняками рифового походження, що належать до палеоцену (танетський ярус) та нижнього еоцену. Також певні обсяги вуглеводнів виявили у вапняках верхньої крейди. Нафтоматеринськими породами виступають сланці крейдового періоду.
Покрівля продуктивних пластів залягає на глибинах від 1524 до 2320 метрів, а їх товщина коливається від 55 до 98 метрів. Пористість нафтонасичених структур коливається від 2 % до 40 % з середнім показником на рівні 22 %.

## Розробка
Родовище ввели в розробку у 1961-му, а в 1970-му воно сягнуло піка видобутку на рівні близько 500 тисяч барелів на добу.
Особливістю родовища був природний приплив води з формації Домран (пізній еоцен) у підошву покладу, що забезпечило стабільний пластовий тиск у 15,5 МПа протягом багатьох десятиліть.
Видачу продукції організували через нафтопровід Нассер — Марса-Брега. У 1970-му з метою монетизації супутнього газу запустили газопровід Нассер — Марса-Брега, який постачав завод зі зрідження природного газу Брега ЗПГ. Перед відправкою супутній газ проходив підготовку з отриманням конденсату, проте пропан-бутанова фракція не вилучалась.
Станом на 1965 рік накопичений видобуток становив 0,45 млрд барелів нафти, в 1981-му досягнув 1,97 млрд барелів, а в 1997-му цей показник дорівнював 2,25 млрд барелів нафти (що оцінювалось як 47 % геологічних запасів) та 42 млрд м3 газу. Станом на 2006-й накопичений видобуток становив 2,43 млрд барелів нафти та 42,5 млрд м3 газу.
У 2013-му видобуток припинили, оскільки в продукції свердловин вода становила вже 97 %. У 2023-му оголосили, що після проведення певних робіт вдалось ввести в дію одну з свердловин з дебітом 3,3 тисячі барелів безводної нафти.